# 991 McDonalda
991 McDonalda este un asteroid din centura principală, descoperit pe 24 octombrie 1922, de Otto Struve.